# Conophorus griseus
Conophorus griseus är en tvåvingeart som först beskrevs av Fabricius 1787.  Conophorus griseus ingår i släktet Conophorus och familjen svävflugor. Inga underarter finns listade i Catalogue of Life.